# Чащинский сельсовет (Московская область)
Чащинский сельсовет — упразднённая административно-территориальная единица, существовавшая на территории Московской губернии и Московской области в 1924—1964 годах.
Чащинский сельсовет был образован в 1924 году в составе Калеевской волости Волоколамского уезда Московской губернии путём выделения из Пробоевского с/с.
По данным 1926 года в состав сельсовета входил 1 населённый пункт — Чащь.
В 1929 году Чащинский с/с был отнесён к Волоколамскому району Московского округа Московской области. При этом к нему был присоединён Высоковский с/с.
14 июня 1954 года к Чащинскому с/с был присоединён Кузьминский с/с.
26 декабря 1962 года Волоколамский район был переименован в Волоколамский сельский, в состав которого вошёл Чащинский с/с.
14 января 1964 года Чащинский сельсовет был упразднён. При этом его территория была передана в Теряевский с/с.